# 대니엘 코맥
대니엘 코맥(Danielle Cormack, 1970년 12월 26일 ~ )은 뉴질랜드의 배우이다.

## 출연 작품
- 핸디맨 (2013)
- 나이츠 인 더 가든스 오브 스페인 (2010)
- 리뎀션 (2010)
- 세퍼레이션 시티 (2009)
- 컬트 (2009)
- 퍼펙트 크리처 (2006)
- 리버 퀸 (2005)
- 위드아웃 어 패들 (2004)
- 클레오파트라 2525 (2000)
- 뉴질랜드 이불 도난 사건 (2000)
- 베이비 (1999)
- 시암 썬셋 (1999)
- 토플리스 우먼 토크 어바웃 데어 라이브즈 (1997)
- 쇼틀랜드 스트리트 (1992)